# Castellum Tatroportus
Castellum Tatroportus (łac. Diocesis Castellotatro-Portensis) – stolica historycznej diecezji we Cesarstwie rzymskim w prowincji Mauretania Cezarensis, zlikwidowana w VII w. podczas ekspansji islamskiej, współcześnie w północnej Algierii. Obecnie katolickie biskupstwo tytularne. 

## Biskupi tytularni
| Lp. | Biskup                          | Funkcja                                               | Od                | Do                   |
| --- | ------------------------------- | ----------------------------------------------------- | ----------------- | -------------------- |
| 1   | Pedro Antônio Marchetti Fedalto | biskup pomocniczy Kurytyby (Brazylia)                 | 30 maja 1966      | 28 grudnia 1970      |
| 2   | Valenti Giacomo Lazzeri         | biskup-prałat São José do Grajaú (Brazylia)           | 18 maja 1971      | 26 maja 1978         |
| 3   | Teodoro Luis Arroyo Robelly     | biskup pomocniczy Méndez (Ekwador)                    | 24 stycznia 1981  | 13 października 2000 |
| 4   | Joseph Yapo Aké                 | biskup pomocniczy Abidżanu (Wybrzeże Kości Słoniowej) | 15 maja 2001      | 21 lipca 2006        |
| 5   | José Alejandro Castaño Arbeláez | biskup pomocniczy Cali (Kolumbia)                     | 13 listopada 2006 | 21 października 2010 |
| 6   | Rosalvo Cordeiro de Lima        | biskup pomocniczy Fortalezy (Brazylia)                | 2 lutego 2011     | 7 października 2020  |
| 7   | Teodoro Gómez Rivera            | biskup pomocniczy Tegucigalpy (Honduras)              | 14 listopada 2020 | 26 stycznia 2023     |
| 8   | Saulius Bužauskas               | biskup pomocniczy Kowna (Litwa)                       | 27 lutego 2023    |                      |